# Tatsuya Yamaguchi (attore)
Tatsuya Yamaguchi (山口達也?, Yamaguchi Tatsuya; Sōka, 10 gennaio 1972) è un cantante, attore e doppiatore giapponese.

## Biografia
Inizia la carriera nel 1989 come idol; entra a far parte del gruppo J-pop Tokio fin dalla sua fondazione a partire dal 1991, sotto l'agenzia Johnny & Associates. I suoi strumenti sono il basso e la chitarra elettrica e acustica.
Ha partecipato inoltre con ruoli di rilievo a molte serie televisive in formato dorama. Ha infine doppiato per la versione giapponese il film Kung Fu Panda del 2008 e il seguito Kung Fu Panda 2.
È sposato con due figli.

## Filmografia

### Cinema
- That's Cunning! Shijō Saidai no Sakusen?, regia di Hiroshi Sugawara (1996)
- Kung Fu Panda, regia di Mark Osborne e John Stevenson (2008)  (voce)
- Kung Fu Panda 2, regia di Jennifer Yuh Nelson (2011)  (voce)
- Kaibutsu-kun, regia di Yoshihiro Nakamura (2011)  (voce)

### Televisione
- Dousoukai - Tanno Arashi (NTV, 1993)
- Chonan no Yome (TBS, 1994)
- Yoru ni Dakarete (NTV, 1994)
- Uchi ni Oideyo (TBS, 1995)
- Natsu! Depart Monogatari (TBS, 1995)
- Chonan no Yome 2 ~ Jikka Tengoku (TBS, 1995)
- Speeches (Fuji TV, 1997)
- D×D (NTV, 1997)
- Bancha mo Debana (TBS, 1997)
- Kizu Darake no Onna (Fuji TV, 1999)
- Friends (TBS, 2000)
- Card Queen (NHK, 2003)
- Hikari to tomo ni (NTV, 2004)
- Ue wo Muite Aruko (TV Tokyo, 2005)
- Onna no Ichidaiki: Sugimura Haruko as Nagahiro Kishirou (Fuji TV, 2005)
- Yuuki - Junji (NTV, 2006)
- Juken no Kamisama - Umezawa Isamu (NTV, 2007)